# Auberville-sur-Yères
Auberville-sur-Yères of Auberville is een gehucht in de Franse gemeente Saint-Martin-le-Gaillard in het departement Seine-Maritime in Normandië. Het gehucht ligt in het noordelijk deel van de gemeente, een kilometer ten noorden van het dorpscentrum van Saint-Martin-le-Gaillard.
Ten zuiden van Saint-Sulpice stroomt de Yères.
Een kilometer ten noordwesten ligt het dorpje Saint-Sulpice-sur-Yères en minder dan een kilometer ten noosten het gehucht Étocquigny, die beide ook tot Saint-Martin-le-Gaillard behoren. Minder dan een halve kilometer ten zuidwesten ligt aan de overkant van de Yères op het grondgebied van Canehan het gehucht Bourg l'Abbé. 

## Geschiedenis
Op de 18de-eeuwse Cassinikaart is het plaatsje aangeduid als het dorpje Auberville. Het 17de-eeuwse kerkje zou in die periode verdwijnen en tot een woonst worden omgevormd.
Op het eind van het ancien régime op het eind van de 18de eeuw, toen de gemeenten werden gecreëerd, werd Auberville-sur-Yères een gemeente, met daarin ook het gehucht Étocquigny. In 1822 werd de gemeente echter opgeheven en toegevoegd aan de gemeente Saint-Martin-le-Gaillard.
Auberville-sur-Yères · Le Coudroy · Étocquigny · Mélincamp · Saint-Martin-le-Gaillard · Saint-Sulpice-sur-Yères